# Сект Павло Юхимович
Павло Юхимович Сект  (6 грудня 1905, Бахмут, Катеринославська губернія — 8 листопада 1968, Харків) — радянський український учений-економіст, фахівець у галузі економіки коксохімічної промисловості. Декан інженерно-економічного факультету Дніпропетровського хіміко-технологічного інституту. Професор кафедри економіки та організації хімічного виробництва Харківського інженерно-економічного інституту. Учасник Громадянської війни в Росії.

## Життєпис
Павло Сект народився 6 грудня 1902 року в родині вчителя у повітовому місті Бахмут Катеринославської губернії. Середню освіту здобував у Бахмутському реальному училищі, яке закінчив у 1919 році. Одразу вступив добровольцем до лав Червоної армії і брав участь в боях з білогвардійцями. У 1920 році був відряджений до Харкова, для навчання у 51-х піхотних командних курсах червоних старшин. Наступного року був демобілізований як неповнолітній і став працювати кореспондентом газети «Український економіст». У 1924—1927 роках працював фінансовим контролером в окружному фінансовому відділі. У 1929 році почав працювати у проєктному інституті Діпрококс. Паралельно здобував вищу освіту, спочатку на робітничому факультеті Харківського технологічного інституту (1921—1924), а з 1925 року у Харківському інституті народного господарства. Через реорганізацію інституту, з листопада 1930 року навчався на інженерно-економічному факультеті Харківського механіко-машинобудівного інституту імені Профінтерну, який закінчив у березні 1931 року зі спеціальністю інженера-економіста.
Навчався на аспірантурі Українського інституту історії техніки. У 1932 році покинув Діпрококс і перейшов на викладацьку роботу. Працював на посаді доцента Дніпропетровського хіміко-технологічного інституту, де читав курс економіки хімічної промисловості. Того ж року Павло Сект обійняв посаду завідувача кафедри економіки хімічної промисловості, на якій зоставався до 1938 року. Також деякий час був деканом інженерно-економічного факультету того ж інституту. Одночасно читав курс економіки соціалістичної промисловості на економічному факультеті Дніпропетровського державного уныверситету та курс економіки хімічної промисловості в Сталінському вуглехімічному інституті. У 1934 році був затверджений у вченому званні доцента.
У 1938 році був переведений до Діпрококсу, де послідовно обіймав посади старшого інженера-економіста, керівника групи, замісника начальника та начальника техніко-економічного відділу, головного економіста відділу. З 1944 року став працювати за сумісництвом у Харківському інженерно-економічному інституті (ХІЕІ) на посаді доцента. Наступного року був нагороджений медаллю «За доблесну працю у Великій Вітчизняній війні 1941—1945 рр.». У 1947 році захистив дисертацію на здобуття наукового ступеня кандидата технічних наук за темою «Техніко-економічні засади розвитку металургійного коксування в СРСР» (рос. Технико-экономические основы развития 
неметаллургического коксования в СССР), через два роки отримав відповідне звання. Покинув Діпрококс у 1962 році і став професором кафедри економіки та організації хімічного виробництва ХІЕІ.
Павло Сект помер 8 листопада 1968 року у Харкові від тяжкої хвороби.

## Наукова діяльність
Павло Сект займався питаннями економіки та технології коксохімічної промисловості, досліджував проблеми розвитку коксохімії України. Він також займався підготовкою наукових кадрів і був одним з найактивніших викладачів ХІЕІ у цій галузі, одночасно працював з чотирма і більше аспірантами і здобувачами. Започаткував наукову школу економіки коксохімічної промисловості. Павло Сект очолював дослідні групи, які на замовлення підприємствДонбасу та Наддніпрянщини займалися питаннями покращення якості коксу, збагачення вуглів, розширення сировинної бази коксування і застосування його продуктів. Під час дослідної роботи, Павло Сект встановив, що в Україні значно зросли потреби у ливарному коксі через стрімкий розвиток машинобудування. Оскільки запаси ливарного коксу на Донбасі були обмеженими, з'явилася потреба переглянути напрями зростання у коксохімічній та вугледобувній промисловості, провести реконструкцію підприємств та змінити пріоритети у видобуванні вугля. На базі досліджень Павла Секта була розроблена схема вуглепостачання коксохімічних підприємств та проведена корекція інвестиційної та технологічної політики у вугільній промисловості.
Входив до складу Наукової ради Державного комітету при Раді міністрів СРСР з координації науково-дослідницьких робіт «Нові процеси в коксохімічній промисловості» та галузевої науково-технічної ради коксохімічної промисловості. Читав доповіді на різних урядових нарадах та комісіях. Став одним з авторів концепції коксогазохімічного заводу. Під час роботи у проєктному інституті Діпрококс, займався техніко-економічним обґрунтуванням реконструкції та відкриття нових коксохімічних заводів.
На початку 1960-х років, спільно з науковцями з Українського науково-дослідного вуглехімічного інституту, Українського науково-дослідного інституту вуглезбагачення та Харківського гірничого інституту, проводив роботи з поліпшення техніко-економічних показників флотації, замовлені Донецькою радою народного господарства. Зокрема дослідник займався порівняльним аналізом технологічних схем флотації та її собівартості за елементами витрат.
У біографічному збірнику «Провідні вчені Харківського національного економічного університету», Павло Сект названий «одним з провідних фахівців у галузі економіки коксохімічної промисловості».

## Наукові публікації
Всього Павло Сект був автором понад тридцяти п'яти наукових праць. Список вибраних публікацій наведений згідно з виданням «Нариси з історії Харківського національного економічного університету»:
- Кокс, газ, химия в пятилетнем плане. Харьков, 1931.
- Технико-экономические очерки по коксогазохимической промышленности. Харьков, 1934.
- Этапы развития коксохимической промышленности СССР // Труды ХГУ. 1951.
- Технико-экономические основы обогащения коксующихся углей. Харьков, 1953.
- Основные направления размещения фабрик для обогащения коксующихся углей // Труды ХГУ. Т. 7. 1956.
- Технико-экономические показания обогащения шлама и пыли коксующихся углей методом флотации // Труды ХИЭИ. 1956. No 7.
- Экономика, организация и планирование производства на углеобогатительных фабриках: Учеб. пособ. для горных техникумов / Сект П. Е., Беликов А. М., 1957.
- Экономика использования газовых углей Донецкого бассейна для производства металлургического кокса / Сект П. Е., Тесленко-Пономаренко Ф. Ф., Беликов А. М., Ткачев С. Ф. // Уголь. 1959. No 1.
- Перспективы увеличения производства коксового газа и химического сырья для тяжелого органического синтеза / Сект П. Е., Аронов С. Г. / Комплексное использование горючих газов Украины. К., 1960.
- Экономика коксования газовых углей Донецкого бассейна / Сект П. Е., Тесленко-Пономаренко Ф. Ф. // Экономика Советской Украины. 1961. No 1.
- Экономика комплексной переработки углей Львовско-Волынского бассейна методом коксования // Экономика Советской Украины. 1962. No 5.

## Нагороди
- медаль «За доблесну працю у Великій Вітчизняній війні 1941—1945 рр.» (1945)[4]